# Soula (rivière)
Pour les articles homonymes, voir Soula.
La Soula (en ukrainien et en russe : Сула) est une rivière d'Ukraine et un affluent de la rive gauche du Dniepr.

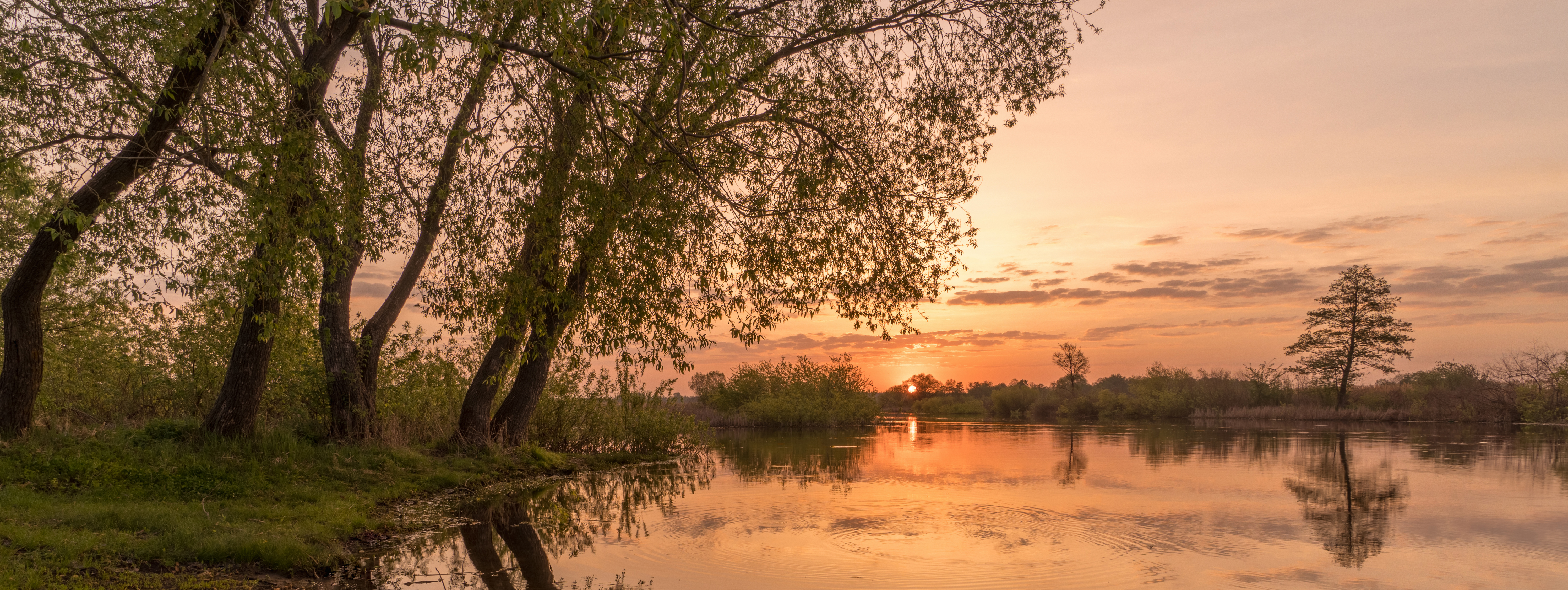
L'aube sur la rivière Soula dans le ("Parc national de la Soula inférieure", sans doute). Mai 2017.

## Géographie
La Soula est longue de 365 km et draine un bassin de 19 600 km2. Son débit moyen est de 29 m3/s à 106 km de son embouchure. La Soula gèle de novembre-décembre à mars ou début avril.
La Soula prend sa source sur les contreforts sud-ouest du plateau de Russie centrale (Среднерусская возвышенность), à environ 30 km à l'ouest de la ville de Soumy (oblast de Soumy), dans le nord-est de l'Ukraine. Elle coule en direction du sud-ouest à travers l'oblast de Poltava et se jette dans le réservoir de Krementchouk, formé par le barrage de Krementchouk sur le Dniepr. Son embouchure forme un vaste delta comprenant de nombreuses îles, sur lesquelles nichent plusieurs espèces d'oiseaux rares.

## Affluents
Les principaux affluents de la Soula sont :
- en rive droite : Tern (Терн), Romen (Ромен), Lokhvytsia (Лохвиця), Oudaï (Удай)
- en rive gauche : Slipopid (Сліпорід), Orjytsia (Оржиця), Bodakva (Бодаква).

La Soula arrose les villes de Romny, Zavodske et Loubny.